# Stellaria antillana
Stellaria antillana är en nejlikväxtart som beskrevs av Ignatz Urban. Stellaria antillana ingår i släktet stjärnblommor, och familjen nejlikväxter. Inga underarter finns listade i Catalogue of Life.